# Municipio de Traphill
El municipio de Traphill (en inglés: Traphill Township) es un municipio ubicado en el  condado de Wilkes en el estado estadounidense de Carolina del Norte. En el año 2010 tenía una población de 3.391 habitantes.

## Geografía
El municipio de Traphill se encuentra ubicado en las coordenadas 36°20′56.72″N 81°0′21.39″O / 36.3490889, -81.0059417.